# Барбери, Джиллиан
Джи́ллиан Мари́ Ба́рбери (англ. Jillian Marie Barberie), в девичестве — Уо́рри (англ. Warry; 26 сентября 1966, Берлингтон (Онтарио), Канада) — канадская актриса

, журналистка и телеведущая.

## Биография и карьера
Джиллиан Мари Уорри родилась 26 сентября 1966 года в городе Берлингтон (Онтарио) (Канада) в семье женатых латвийца и ирландки, которые уже имели двух дочерей и отдали её на удочерение.
Джиллиан дебютировала в кино в 1993 году.
В 1996—2002 годы Джиллиан была замужем за бейсболистом Бретом Бэрбери. В 2006—2014 годы Барбери была замужем за актёром Грантом Рейнольдсом, от которого у неё есть двое детей — дочь Руби Рейвен Рейнольдс (род. 06.07.2007) и сын Рокко Рио Рейнольдс (род. 11.01.2010).
1 ноября 2018 года Джиллиан призналась, что недавно ей был поставлен диагноз рак молочной железы. Опухоль, найденная в её правой груди, также распространилась на лимфатический узел. Барбери планирует пройти двойную мастэктомию для борьбы с раком и химиотерапию для лечения лимфы.

## Избранная фильмография
- 2016 — Акулий торнадо 4: Пробуждение / Sharknado: The 4th Awakens — пассажирка в поезде